# Анниан Александрийский
Анниа́н Александри́йский (греч. Ἀννιανὸς) — египетский монах, живший в Александрии во время епископа Феофила Александрийского в начале V века.
Анниан критиковал мировую историю своего современника монаха Панодора Александрийского за то, что тот при вычислении дат слишком полагался на светские, а не на библейские источники. В результате Анниан разработал свою собственную хронологию, согласно которой установил дату Творения — 25 марта 5492 (или 5493) г. до н. э. Это создало Александрийскую эру, начавшуюся 29 августа 5493 г. до н. э. по пролептическому календарю — в первый день наступающего александрийского гражданского года после Творения. В соответствии с этой эрой, от Адама до Воплощения Христова прошло 5500 лет. Анниан был первым пасхалистом, рассчитавшим 532-летний пасхальный цикл в юлианском календаре. Этот цикл часто приписывают Викторию Аквитанскому, сделавшему такой расчёт в 457 году, — первому на Западе, кто вычислил этот цикл.
Ни одно из сочинений Анниана не сохранилось. В основном он известен из обсуждения его работ Георгием Синкеллом в IX веке, хотя небольшие фрагменты встречаются и в других местах. Илия Нисибисский цитирует его в своей «Хронографии» XI века.